# Calabria
Calabria (phát âm tiếng Ý: [kaˈlaːbrja];  Calavría (Καλαβρία)  trong tiếng Hy Lạp, Kalavrì trong tiếng Arbëresh), thời cổ đại gọi là Bruttium, là một vùng ở Nam Ý. Nó thường được xem là phần "mũi" của chiếc "ủng" bán đảo Ý.
Thủ phủ của Calabria là Catanzaro. Thành phố đông dân nhất, và nơi đặt Hội đồng vùng Calabria, Reggio Calabria tại tỉnh Reggio Calabria. Vùng này giáp với Basilicata về phía bắc, biển Tyrrhenum về phía tây, và biển Ionia về phía đông. Calabria rộng khoảng 15.080 km2 (5.822 dặm vuông Anh) và dân số khoảng 2 triệu người.